# Kloster Zimmern

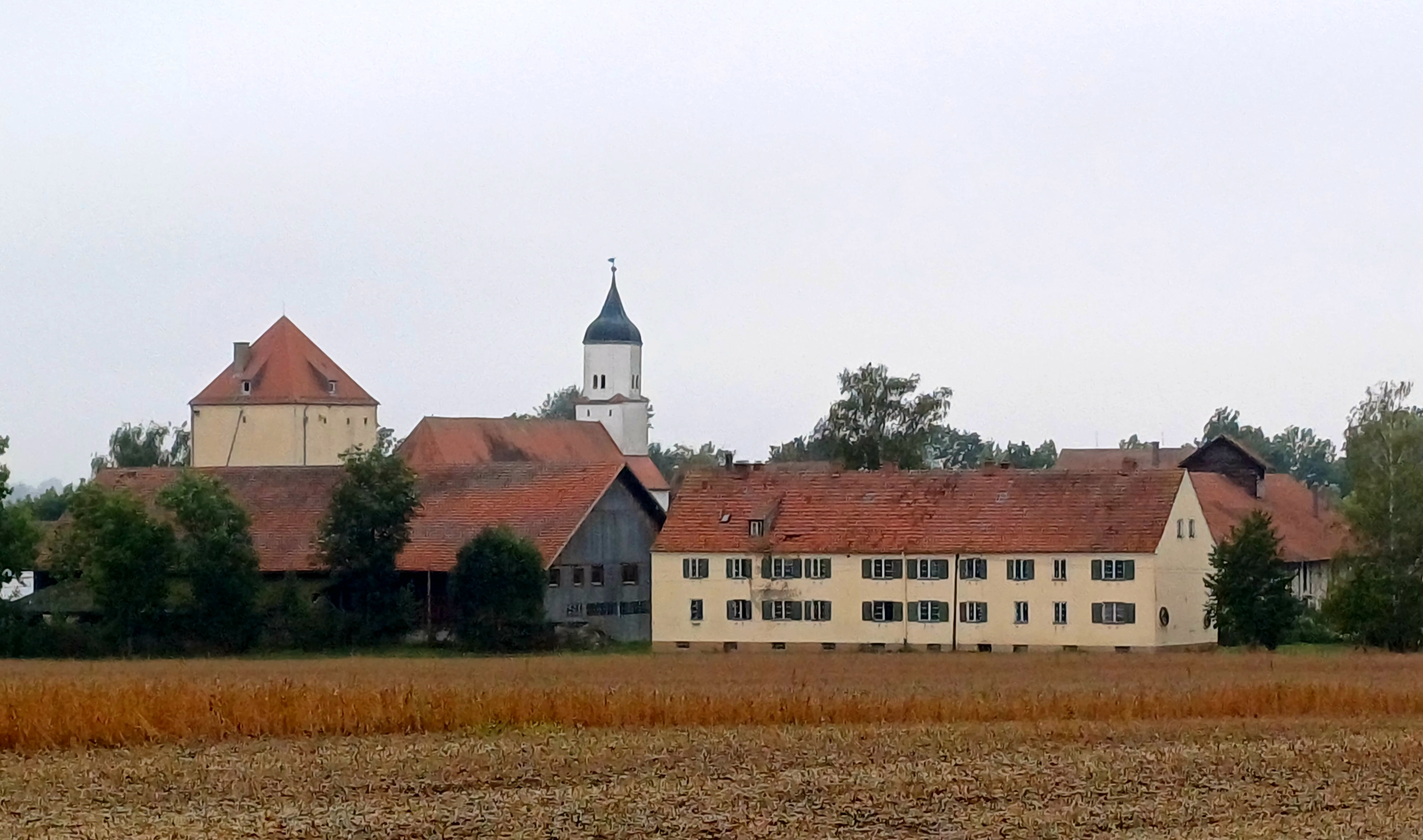
Kloster Zimmern

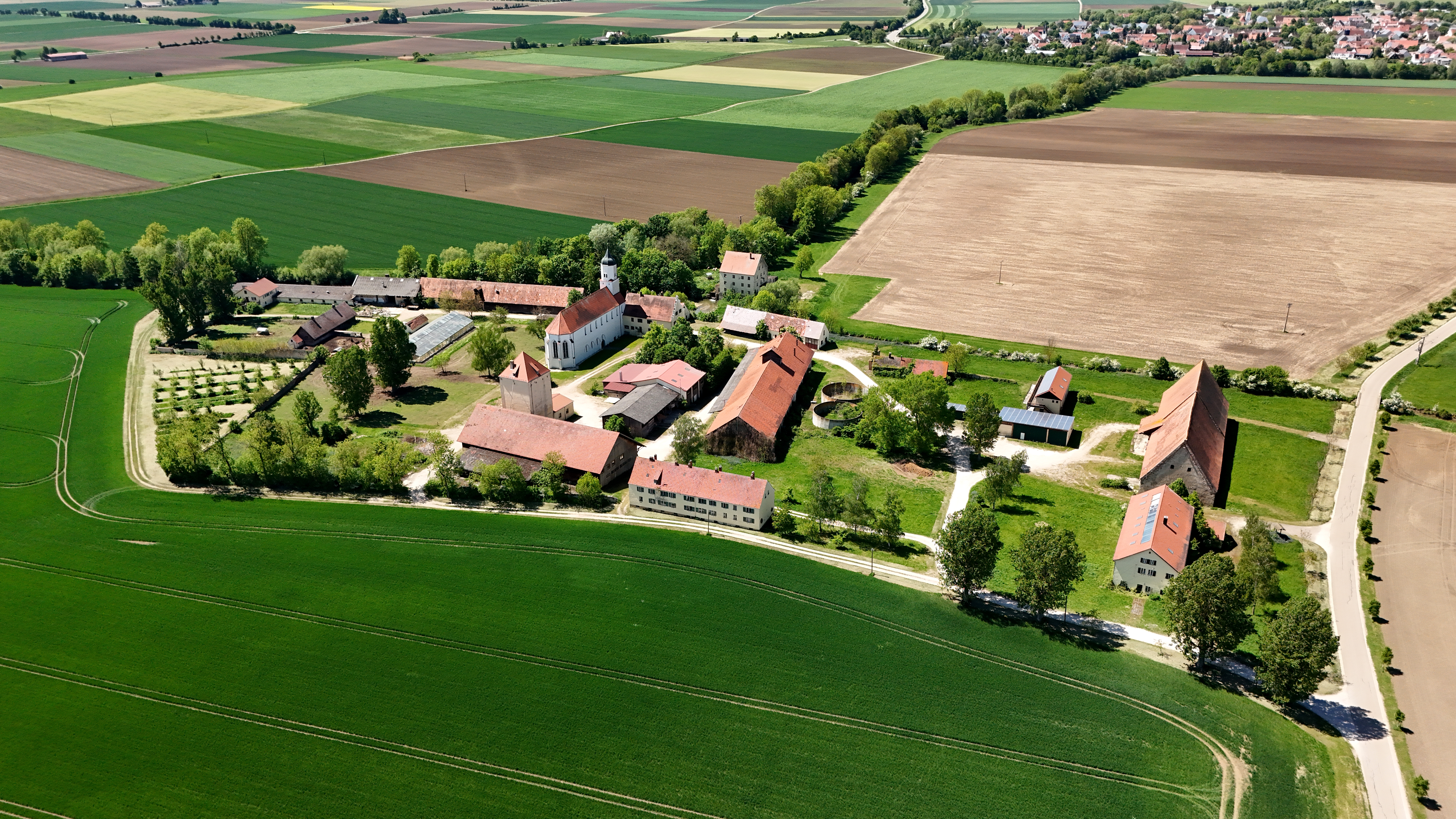
Luftbild (2025)

Das Kloster Zimmern (auch Klosterzimmern) ist ein ehemaliges Kloster der Zisterzienserinnen in Deiningen im bayerischen Landkreis Donau-Ries. Der Konvent wurde im Zuge der Reformation aufgehoben. Auf der Westseite mündet die Mauch in die Eger.

## Geschichte
Der Ursprung dieses Klosters lag außerhalb des Rieses im Gunzenhäuser und Hahnenkammgebiet. 1233 wurde das Zisterzienserinnen-Kloster von Friedrich von Truhendingen und seiner Ehefrau Agnes zu Windsfeld gegründet. 1245 verlegte es seinen Sitz auf den Stahelsberg, dem heutigen Schloßberg in der Hechlingener Gemarkung. Dort sind noch Ruinen der ehemaligen Klosterkirche zu finden. 1252 erfolgte eine nochmalige und letzte Verlegung, in das fruchtbare Nördlinger Ries, wo Rudolf I. von Hürnheim-Rauhhaus sein Gut „Zimmern“ der Kirche mit der Auflage schenkte, dass das Kloster dorthin übersiedelt und er das Erbbegräbnis seiner Familie dort einrichten könne.
Im weiteren Verlauf entwickelte sich das Kloster Zimmern zu einem der reichsten Klöster im Ries. Als Beispiel sei 1279 der Kauf des halben Dorfes Pfäfflingen genannt. Im selben Jahr erging eine Stiftung durch den Arzt Trutwin an das Kloster.
Im 14. Jahrhundert gelang es den Oettinger Grafen, ohne je an der Stiftung beteiligt gewesen zu sein, die Vogtei über Zimmern zu erlangen. Seit 1522 hielt auch in Zimmern die Reformation Einzug und die Nonnen vertauschten ihr Ordensgewand mit langen schwarzen Kleidern. Die lutherische Lehren wurden aufgenommen. Die Trennung des Klosters vom Vaterabt in Kaisheim vollzog sich: Das Kloster Zimmern wurde lutherisch. Nach einer Wiederbesiedlung des Klosters infolge des Schmalkaldischen Krieges 1547 wurde das Kloster durch die Grafen von Oettingen 1558 endgültig aufgelöst.
Unter den Fürsten Albrecht Ernst I. und Albrecht Ernst II. kam es zu umfangreichen Verkäufen aus dem Klosterbesitz. Nach dem Tode Albrecht Ernst II. (1731), des letzten Fürsten der Linie Oettingen-Oettingen, fiel das Gut an die römisch-katholische Linie Oettingen-Wallerstein und wurde vom Oberamt Alerheim verwaltet. Schon Albrecht Ernst II. hatte eine Fasanerie aufgebaut, die unter den Wallersteinern einen Aufschwung erlebte. 1775 wurde in Zimmern eine Tuchfabrik errichtet, die jedoch bald wieder einging. In den Folgejahren war das Gut Klosterzimmern ein landwirtschaftlicher Gutshof im Besitz des Wallersteiner Fürsten.
Im Jahr 2000 wurde Klosterzimmern an Mitglieder der Glaubensgemeinschaft Zwölf Stämme verkauft. Dieser wurde 2013 Kindesmisshandlung vorgeworfen. Daraufhin zogen die meisten Mitglieder nach Tschechien. 2017 gaben die Zwölf Stämme an, Deutschland verlassen zu haben. Die Anlage wurde an einen privaten Käufer verkauft.

## Baugeschichte

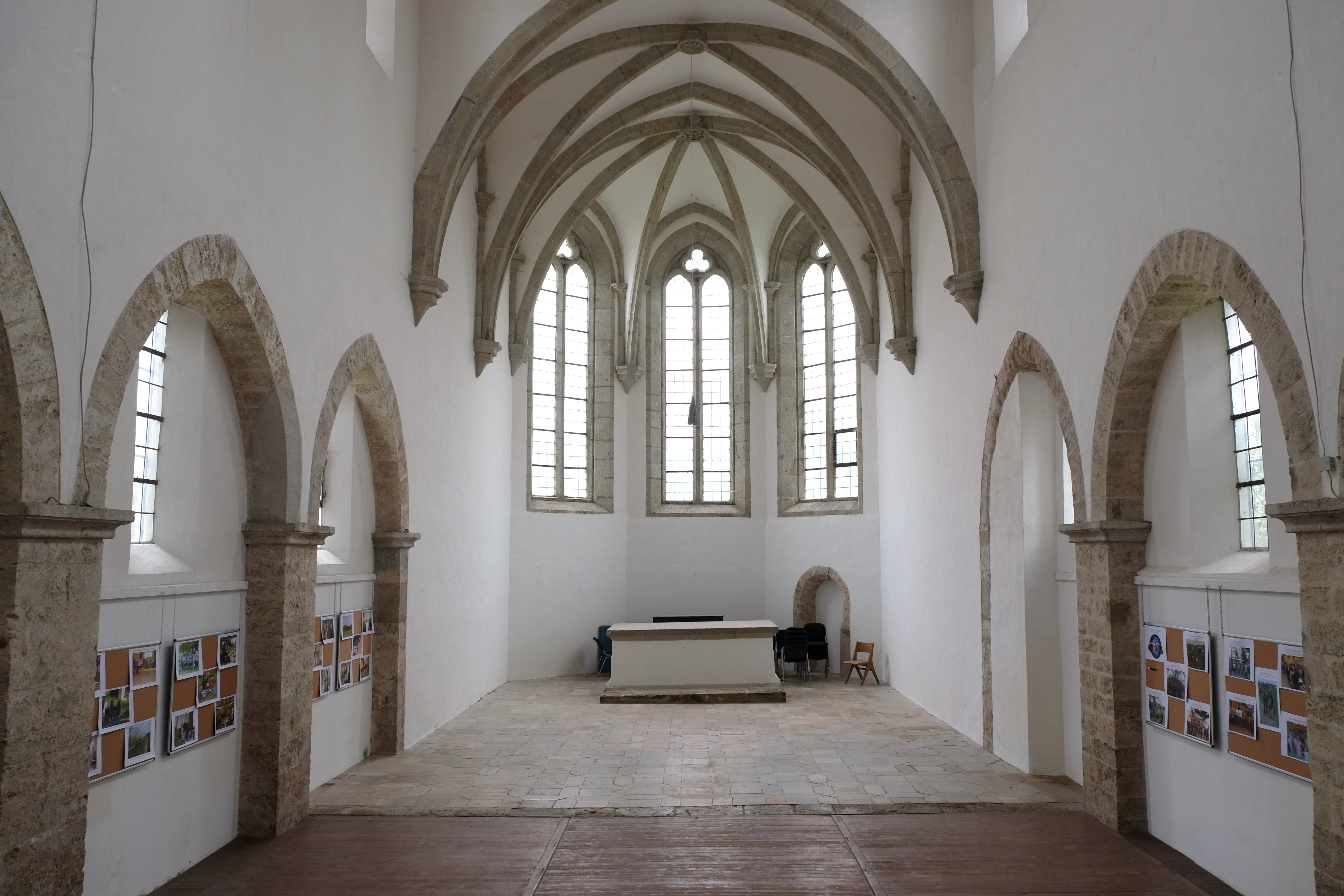
Kirche von Kloster Zimmern

Die Reste der einstigen gotischen Klosterkirche sind heute noch als Gotteshaus erhalten. Ein Großteil der Inneneinrichtung ist nicht mehr vorhanden. Die evangelische Kirchengemeinde Deiningen nutzt die Kirche noch sporadisch zu Gottesdiensten.